# Björn Ferry
Björn Ferry (n. 1 august 1978, Comuna Storuman, Comitatul Västerbotten, Suedia) este un biatlonist ce a reprezentat Suedia, medaliat olimpic. A participat la 4 ediții ale Jocurilor Olimpice (2002, 2006, 2010, 2014) în care a câștigat o medalie de aur.